# Emmanuelle Dauvin
Emmanuelle Dauvin (* 1990 in Angers) ist eine französische Geigerin und Organistin.

## Biografie
Emmanuelle Dauvin begann 1997 mit dem Geigenunterricht am Conservatoire d’Angers. Ab 2010 studierte sie am Brüsseler Konservatorium bei Mira Glodeanu Barockvioline und absolvierte 2012 ihr Bachelorexamen und 2014 ihr Masterexamen. Weitere Studien führten sie zu Amandine Beyer an die Schola Cantorum Basiliensis. Seit 2015 ist sie Mitglied des Ensembles La Nef des Fous.
Emmanuelle Dauvin spielt als eine der wenigen Künstlerinnen Barockvioline und Orgel gleichzeitig. 2021 veröffentlichte sie ein Soloalbum mit Werken von Johann Sebastian Bach und Heinrich Ignaz Franz Biber, die vom Bayerischen Rundfunk auf BR-Klassik vorgestellt wurde. Bei diesen Werken begleitet sie ihre Violinstimme mit einem Bass, den sie auf dem Orgelpedal spielt.

## Tondokumente
- OVNI Baroque. Musik für Violine & Bass Pedaliter. CD. Hitasura, 2021.